# Жантиль, Эмиль
Эмиль Жантиль (фр. Émile Gentil, 4 апреля 1866 — 30 марта 1914) — французский моряк, военный, колониальный администратор.
Эмиль Жантиль родился в 1866 году в коммуне Вольмюнстер департамента Мозель. Закончил Эколь Наваль, с 1890 по 1892 году участвовал в гидрографических экспедициях у побережья Габона. С 1892 года стал работать на колониальную администрацию Габона.
В 1895 году Жантилю было поручено найти дорогу к озеру Чад и объявить территорию до него французской (тем самым поставив преграду на пути британской и германской экспансии). 27 июля 1895 года Жантиль отправился вверх по реке Конго на паровом судне «Léon-Blot». Затем с помощью африканских рабочих судно было перетащено через лес от судоходного участка реки Убанги, до реки Шари, где французами был основан Форт-Аршамбо. 28 октября 1895 года французское паровое судно достигло озера Чад.
Тем временем в регионе озера Чад усиливался Рабих аз-Зубайр. Он завоевал Борну, а султан Вадаи обратился в 1897 году за помощью к Франции, признав французский протекторат. Будучи во Франции, Жантиль лоббировал установление французского господства над центральными частями Африки, и это мнение возобладало. В 1898 году было решено направить к озеру Чад одновременно три экспедиции: с севера, с запада и с юга. На долю Жантиля выпала организация южной колонны.
Вернувшись на Конго, Жантиль в 1898 году опять поднялся вверх по реке на «Léon-Blot», достигнув в августе Форт-Аршамбо. Здесь он узнал, что в июле силы под командованием Анри-Этьен Бретонна были разбиты Рабихом аз-Зубайром. В октябре Жантиль сам столкнулся с силами аз-Зубайра под Коуно и также был разбит. Тем не менее он смог соединиться с силами двух остальных французских колонн в районе озера Чад, и 22 апреля 1900 года состоялась битва при Куссери, в ходе которой объединённые французские силы разгромили войско Рабих аз-Зубайра и убили его самого. Империя Рабиха пала, а в сентябре французским правительством была образована Военная территория Чад.
В честь погибшего в битве французского командующего Лами Жантиль назвал будущий административный центр Чада Форт-Лами. В честь него самого был назван Порт-Жантиль на побережье Габона.
5 февраля 1902 года Эмиль Жантиль был назначен генеральным комиссаром Французского Конго.